# Hellen
Hellen (altgriechisch Ἕλλην Héllēn) gilt in der griechischen Mythologie als der Stammvater der Hellenen.
Hellens Eltern sind Deukalion und Pyrrha, die die große Sintflut überlebten. Seine Geschwister sind Amphiktyon und Protogeneia. Die Ehegattin von Hellen ist die Nymphe Orseis. Mit ihr wurde Hellen der Vater von Aiolos (Stammvater der Aioler), Doros (Stammvater der Dorer) und Xuthos (Urahn der Ionier).
Hellen soll bei Meliteia nördlich von Lamia in der Phthiotis begraben worden sein.